# I-351 (lớp tàu ngầm)
Lớp tàu ngầm I-351 (伊三百五十一型潜水艦 I-san-byaku-go-jū-ichi-gata sensuikan) là một lớp tàu ngầm vận tải/chở dầu của Hải quân Đế quốc Nhật Bản hoạt động trong Chiến tranh Thế giới thứ hai. Hải quân Nhật Bản gọi tên lớp tàu này như là Kiểu tàu ngầm Senho (潜補型潜水艦 Sen-Ho-gata sensuikan), là tên rút gọn từ Hokyū Sensuikan (補給潜水艦 Tàu ngầm Chở dầu). Hải quân Nhật Bản thiết kế lớp tàu này để phục vụ cho các thủy phi cơ tại các khu vực tiền phương; tuy nhiên khi nó hoàn tất nhu cầu này đã không còn, nên nó được cải biến thành tàu ngầm chở dầu. I-351, chiếc duy nhất hoàn tất, bị đánh chìm trong chặng quay trở về sau lượt hoạt động thứ hai vào năm 1945; chiếc thứ hai, I-352, bị phá hủy trong một đợt không kích của Hoa Kỳ trước khi hoàn tất. Bốn chiếc khác đã được lên kế hoạch, nhưng sau đó bị hủy bỏ trước khi được đặt lườn.

## Thiết kế
Lớp tàu ngầm I-351 được đặt hàng trong khuôn khổ Chương trình Maru 5 năm 1942 nhằm hỗ trợ cho thủy phi cơ của Hải quân Nhật Bản hoạt động tại các khu vực không có căn cứ trên bờ và các tàu tiếp liệu thủy phi cơ không thể hoạt động. Chúng được thiết kế để hỗ trợ cho đến ba thủy phi cơ với nhiên liệu, đạn dược, nước và thậm chí thành viên đội bay thay thế.
Lớp I-351 có chiều dài chung 111 mét (364 ft 2 in), mạn tàu rộng 10,2 mét (33 ft 6 in) và mớn nước 6,1 mét (20 ft 0 in). Chúng có trọng lượng choán nước 3.512 tấn Anh (3.568 t) khi nổi và 4.290 tấn Anh (4.360 t) khi lặn. Chúng có độ sâu lặn tối đa 90 mét (300 ft) và thủy thủ đoàn bao gồm 77 sĩ quan và thủy thủ, cộng với chỗ nghỉ dành cho 13 thành viên đội bay.
Các tàu ngầm này có hai trục chân vịt, dẫn động bởi hai động cơ diesel công suất 1.850 mã lực phanh (1.380 kW) và hai động cơ điện công suất 600 mã lực càng (447 kW). Cấu hình này cho phép lớp I-351 đạt được tốc độ tối đa 15,75 hải lý trên giờ (29,17 km/h; 18,12 mph) khi nổi và 6,3 hải lý trên giờ (11,7 km/h; 7,2 mph) khi lặn. Dự trữ tiếp liệu cho phép chúng có thể hoạt động lên đến 60 ngày.

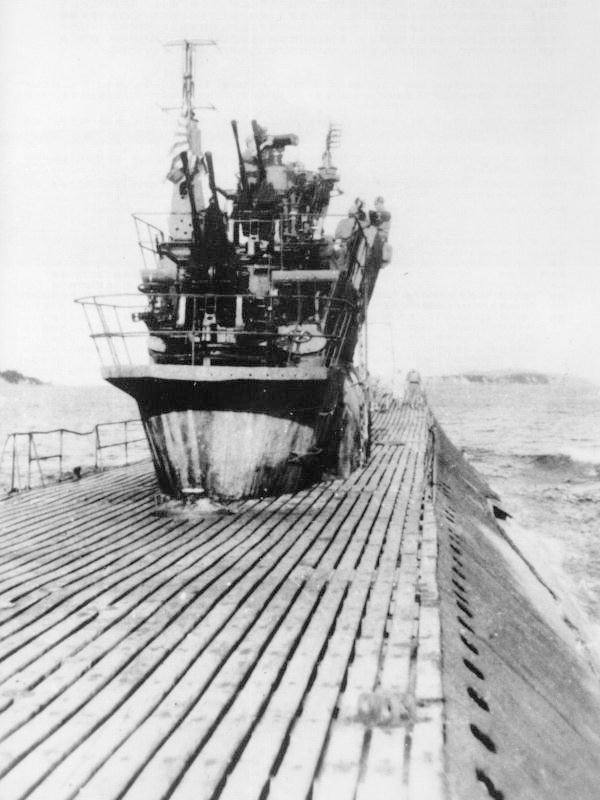
Tháp chỉ huy của I-351, năm 1945

Các con tàu được trang bị bốn ống phóng ngư lôi 21 inch (533 mm) trước mũi và mang theo bốn ngư lôi được nạp sẵn. Để tác chiến trên mặt biển, chúng được thiết kế với một hải pháo 14 xentimét (5,5 in) trên boong tàu, nhưng do không sẵn có vào lúc con tàu được đóng nên được thay bằng ba súng cối Type 3 81 mm (3 in). Các con tàu còn được trang bị bảy pháo phòng không 25 mm Type 96, gồm hai khẩu đội nòng đôi và ba khẩu nòng đơn.
Lớp I-351 thoạt tiên được trang bị để vận chuyển 365 tấn Anh (371 t) xăng máy bay, 11 tấn Anh (11 t) nước sạch, và 60 quả bom 550 pound (250 kg) hoặc 30 bom cùng 15 quả ngư lôi phóng từ máy bay. Bốn quả ngư lôi có thể thay thế bằng số lượng tương đương để nạp vào các ống phóng của chính chiếc tàu ngầm.

## Những chiếc trong lớp
| Số hiệu       | Tên   | Xưởng đóng tàu             | Hạ thủy          | Hoàn tất         | Số phận                                              |
| 655           | I-351 | Xưởng vũ khí Hải quân Kure | 24 tháng 2, 1944 | 28 tháng 1, 1945 | Bị tàu ngầm USS Bluefish đánh chìm, 14 tháng 7, 1945 |
| 656           | I-352 | Xưởng vũ khí Hải quân Kure | 23 tháng 4, 1944 |                  | Bị đánh chìm bởi không kích, 22 tháng 6, 1945        |
| 657           | I-353 | Xưởng vũ khí Hải quân Kure |                  |                  | Hủy bỏ, 1943                                         |
| 730, 731, 732 |       |                            |                  |                  | Hủy bỏ, 1942                                         |

## Chế tạo - Phục vụ
Chỉ có các chiếc I-351 và I-352 được đặt lườn, và cùng được chế tạo tại Xưởng vũ khí Hải quân Kure; bốn chiếc khác lần lượt bị hủy bỏ vào các năm 1942 và 1943.
I-351 được cải biến trước khi hoàn tất thành một tàu ngầm chở dầu. Nó thực hiện một chuyến khứ hồi đến Singapore, vận chuyển 132.000 galông Mỹ (500.000 l; 110.000 gal Anh) xăng máy bay, và bị đánh chìm trong chặng quay trở về khi bị tàu ngầm Hoa Kỳ Bluefish đánh chìm trong biển Đông vào ngày 14 tháng 7, 1945, tại tọa độ 04°30′B 110°00′Đ / 4,5°B 110°Đ.
I-350 hoàn tất được 90% khi nó bị phá hủy bởi một cuộc không kích bởi máy bay ném bom B-29 Superfortress của Không lực Lục quân Hoa Kỳ vào ngày 22 tháng 7.